# Jochen Neerpasch
Jochen Neerpasch (ur. 23 marca 1939 roku w Krefeldzie) – niemiecki menadżer i kierowca wyścigowy.

## Kariera
Neerpasch rozpoczął karierę w międzynarodowych wyścigach samochodowych w 1962 roku od startów w World Sportscar Championship, gdzie jednak nie zdobywał punktów. W późniejszych latach Niemiec pojawiał się także w stawce European Touring Car Championship, 24-godzinnego wyścigu Le Mans, Niemieckiej Formuły 3, Europejskiego Pucharu Formuły 3 oraz Procar BMW M1 Revival.
W latach 70. pełnił funkcję menadżera zespołów w mistrzostwach Deutsche Rennsport Meisterschaft oraz European Touring Car Championship. Najpierw kierował ekipą Forda, a następnie BMW. W latach 80. kierował zespołem Sauber-Mercedes, odnosząc zwycięstwo w 24-godzinnym wyścigu Le Mans w 1989 roku.